# Selección de fútbol sala de Polonia
La selección de fútbol sala de Polonia es el equipo que representa al país en la Copa Mundial de fútbol sala de la FIFA y en la Eurocopa de fútbol sala; y es controlado por la Asociación de Fútbol de Polonia.

## Estadísticas

### Copa Mundial de Futsal FIFA
| Copa Mundial de fútbol sala de la FIFA | Copa Mundial de fútbol sala de la FIFA | Copa Mundial de fútbol sala de la FIFA | Copa Mundial de fútbol sala de la FIFA | Copa Mundial de fútbol sala de la FIFA | Copa Mundial de fútbol sala de la FIFA | Copa Mundial de fútbol sala de la FIFA | Copa Mundial de fútbol sala de la FIFA |
| Año                                    | Ronda                                  | J                                      | G                                      | E                                      | P                                      | GF                                     | GC                                     |
| -------------------------------------- | -------------------------------------- | -------------------------------------- | -------------------------------------- | -------------------------------------- | -------------------------------------- | -------------------------------------- | -------------------------------------- |
| 1989                                   | No participó                           | No participó                           | No participó                           | No participó                           | No participó                           | No participó                           | No participó                           |
| 1992                                   | Segunda ronda                          | 6                                      | 2                                      | 0                                      | 4                                      | 15                                     | 22                                     |
| 1996                                   | No clasificó                           | No clasificó                           | No clasificó                           | No clasificó                           | No clasificó                           | No clasificó                           | No clasificó                           |
| 2000                                   | No clasificó                           | No clasificó                           | No clasificó                           | No clasificó                           | No clasificó                           | No clasificó                           | No clasificó                           |
| 2004                                   | No clasificó                           | No clasificó                           | No clasificó                           | No clasificó                           | No clasificó                           | No clasificó                           | No clasificó                           |
| 2008                                   | No clasificó                           | No clasificó                           | No clasificó                           | No clasificó                           | No clasificó                           | No clasificó                           | No clasificó                           |
| 2012                                   | No clasificó                           | No clasificó                           | No clasificó                           | No clasificó                           | No clasificó                           | No clasificó                           | No clasificó                           |
| 2016                                   | No clasificó                           | No clasificó                           | No clasificó                           | No clasificó                           | No clasificó                           | No clasificó                           | No clasificó                           |
| 2021                                   | No clasificó                           | No clasificó                           | No clasificó                           | No clasificó                           | No clasificó                           | No clasificó                           | No clasificó                           |
| 2024                                   | No clasificó                           | No clasificó                           | No clasificó                           | No clasificó                           | No clasificó                           | No clasificó                           | No clasificó                           |
| Total                                  | 1/9                                    | 6                                      | 2                                      | 0                                      | 4                                      | 15                                     | 22                                     |

### Eurocopa de Fútbol Sala
| Eurocopa de Fútbol Sala | Eurocopa de Fútbol Sala | Eurocopa de Fútbol Sala | Eurocopa de Fútbol Sala | Eurocopa de Fútbol Sala | Eurocopa de Fútbol Sala | Eurocopa de Fútbol Sala | Eurocopa de Fútbol Sala |
| Año                     | Ronda                   | J                       | G                       | E                       | P                       | GF                      | GC                      |
| ----------------------- | ----------------------- | ----------------------- | ----------------------- | ----------------------- | ----------------------- | ----------------------- | ----------------------- |
| 1996                    | No clasificó            | No clasificó            | No clasificó            | No clasificó            | No clasificó            | No clasificó            | No clasificó            |
| 1999                    | No clasificó            | No clasificó            | No clasificó            | No clasificó            | No clasificó            | No clasificó            | No clasificó            |
| 2001                    | Fase de grupos          | 3                       | 0                       | 0                       | 3                       | 6                       | 18                      |
| 2003                    | No clasificó            | No clasificó            | No clasificó            | No clasificó            | No clasificó            | No clasificó            | No clasificó            |
| 2005                    | No clasificó            | No clasificó            | No clasificó            | No clasificó            | No clasificó            | No clasificó            | No clasificó            |
| 2007                    | No clasificó            | No clasificó            | No clasificó            | No clasificó            | No clasificó            | No clasificó            | No clasificó            |
| 2010                    | No clasificó            | No clasificó            | No clasificó            | No clasificó            | No clasificó            | No clasificó            | No clasificó            |
| 2012                    | No clasificó            | No clasificó            | No clasificó            | No clasificó            | No clasificó            | No clasificó            | No clasificó            |
| 2014                    | No clasificó            | No clasificó            | No clasificó            | No clasificó            | No clasificó            | No clasificó            | No clasificó            |
| 2016                    | No clasificó            | No clasificó            | No clasificó            | No clasificó            | No clasificó            | No clasificó            | No clasificó            |
| 2018                    | Fase de grupos          | 2                       | 0                       | 1                       | 1                       | 2                       | 6                       |
| 2022                    | Fase de grupos          | 3                       | 0                       | 1                       | 2                       | 4                       | 10                      |
| Total                   | 3/12                    | 8                       | 0                       | 2                       | 6                       | 12                      | 34                      |

## Jugadores

### Última convocatoria
Lista de jugadores para la Eurocopa de fútbol sala de 2022:
| No. | Pos. | Jugador                 | Fecha de nacimiento (edad)        | Apa. | Goles | Club                             |
| --- | ---- | ----------------------- | --------------------------------- | ---- | ----- | -------------------------------- |
| 1   | POR  | Michał Kałuża           | 22 de julio de 1998 (26 años)     |      |       | CD Burela FS                     |
| 12  | POR  | Bartłomiej Nawrat       | 15 de julio de 1984 (40 años)     |      |       | Rekord Bielsko-Biała             |
| 2   | DEF  | Michał Kubik            | 7 de mayo de 1990 (34 años)       |      |       | Rekord Bielsko-Biała             |
| 3   | DEL  | Mateusz Madziąg         | 17 de noviembre de 1996 (28 años) |      |       | Constract Lubawa                 |
| 4   | DEF  | Patryk Hoły             | 20 de mayo de 1994 (30 años)      |      |       | Red Dragons Pniewy               |
| 6   | DEF  | Sebastian Grubalski     | 1 de noviembre de 1999 (25 años)  |      |       | Constract Lubawa                 |
| 7   | DEL  | Mikołaj Zastawnik       | 2 de septiembre de 1996 (28 años) |      |       | Rekord Bielsko-Biała             |
| 8   | DEF  | Dominik Solecki         | 17 de julio de 1990 (34 años)     |      |       | GI Malepszy Futsal Leszno        |
| 9   | DEL  | Tomasz Lutecki          | 1 de septiembre de 1991 (33 años) |      |       | Dreman Futsal Opole Komprachcice |
| 10  | DEL  | Sebastian Leszczak      | 20 de enero de 1992 (33 años)     |      |       | Rekord Bielsko-Biała             |
| 13  | DEF  | Tomasz Kriezel          | 5 de noviembre de 1993 (31 años)  |      |       | Constract Lubawa                 |
| 14  | DEF  | Michał Marek            | 4 de julio de 1993 (31 años)      |      |       | Rekord Bielsko-Biała             |
| 15  | DEL  | Sebastian Wojciechowski | 17 de enero de 1988 (37 años)     |      |       | GI Malepszy Futsal Leszno        |
| 16  | DEF  | Dominik Śmiałkowski     | 27 de octubre de 1991 (33 años)   |      |       | Piast Gliwice                    |